# Kyffhäusers voetbalkampioenschap 1931/32
In 1931/32 werd het vijftiende Kyffhäusers voetbalkampioenschap gespeeld, dat georganiseerd werd door de Midden-Duitse voetbalbond. BSC Sangerhausen werd kampioen, maar het was Wacker Norhausen dat zich plaatste voor de Midden-Duitse eindronde, wellicht uit tijdsnood werd de club afgevaardigd nog voor de finale gespeeld kon worden. De club versloeg FC Preußen 1909 Langensalza en verloor dan met 10:0 van SC Wacker 1895 Leipzig. 

## Gauliga
| Plaats | Club                                  | Wed. | W  | G | V  | Saldo | Ptn.  |
| ------ | ------------------------------------- | ---- | -- | - | -- | ----- | ----- |
| 1.     | SV Wacker 1905 Nordhausen             | 18   | 13 | 1 | 4  | 52:18 | 27:9  |
| 2.     | BSC 1907 Sangerhausen                 | 18   | 13 | 1 | 4  | 55:31 | 27:9  |
| 3.     | SpVgg Preußen 1905 Nordhausen         | 18   | 12 | 1 | 5  | 47:38 | 25:11 |
| 4.     | VfB 1906 Sangerhausen                 | 18   | 10 | 1 | 7  | 42:34 | 21:15 |
| 5.     | SC Merkur Volkstedt                   | 18   | 9  | 2 | 7  | 35:35 | 20:16 |
| 6.     | VfB 1909 Eisleben                     | 18   | 7  | 4 | 7  | 33:36 | 18:18 |
| 7.     | VfB Oberröblingen                     | 18   | 6  | 5 | 7  | 28:52 | 17:19 |
| 8.     | Sportfreunde Klostermansfeld-Benndorf | 18   | 5  | 2 | 11 | 39:39 | 12:24 |
| 9.     | SpVgg 1919 Eisleben                   | 18   | 3  | 3 | 12 | 34:48 | 9:27  |
| 10.    | SpVgg Helbra                          | 18   | 2  | 0 | 16 | 24:58 | 4:32  |

|  | Play-off titel |
|  | Degradatie     |

Play-off
|  |                           |       |                     |  |
|  | SV Wacker 1905 Nordhausen | 1 – 2 | BSC 07 Sangerhausen |  |
|  |                           |       |                     |  |